# Georychus capensis
Georychus capensis е вид бозайник от семейство Земекопови (Bathyergidae).

## Разпространение
Видът е разпространен в Южна Африка.